# Zvizdar
Zvizdar (cyr. Звиздар) – wieś w Serbii, w okręgu kolubarskim, w gminie Ub. W 2011 roku liczyła 494 mieszkańców.